# Rhian Brewster
Rhian Joel Brewster (Chadwell Heath, 1 de abril de 2000) é um futebolista inglês que atua como atacante. Atualmente joga pelo Sheffield United.
Ganhou a Chuteira de Ouro da Copa do Mundo FIFA Sub-17 de 2017, onde foi o artilheiro, e a Bola de Bronze, como terceiro melhor jogador da competição.

## Carreira
Em 2015, foi para o Liverpool a pedido de Michael Beale que assumiria um cargo nos Reds. Segundo o pai de Brewster, o atacante teria maiores chances de subir ao Sub-23 do que no Chelsea. Durante seu período na base do Liverpool, ele teria várias sessões de treinos com Steve McManaman, ex-atleta do Real Madrid e dos Reds.
Brewster foi relacionado por Jürgen Klopp para amistosos entre outubro e novembro de 2016, e chegou a figurar no banco de reservas na partida contra o Crystal Palace, mas não entrou em campo. Em 17 de junho de 2018, assinou o primeiro contrato profissional com o Liverpool.
Em 7 de janeiro de 2020, foi emprestado até o fim da temporada ao Swansea City. Teve uma boa passagem, marcando  11 gols em 22 jogos e ajudando o clube galês a terminar na zona dos play-offs da Championship.
Em 2 de outubro de 2020, assinou por cinco temporadas com o Sheffield United por £23.5 milhões, sendo esta a contratação mais cara da história do clube.

## Seleção Inglesa
Marcou 8 gols na Copa do Mundo FIFA Sub-17 de 2017 - foram 2 hat-tricks, contra Estados Unidos e Brasil, e um gol contra a Espanha, já na final. Além da Chuteira de Ouro, Brewster levou a Bola de Bronze como o terceiro melhor atleta da competição.
Com passagem pelas equipes Sub-16 e Sub-18, ele ainda é considerado elegível para as seleções da Turquia e do Chipre, uma vez que sua mãe é turco-cipriota.

## Títulos
Liverpool
- Liga dos Campeões da UEFA: 2018–19
- Supercopa da UEFA: 2019
- Copa do Mundo de Clubes da FIFA: 2019

Inglaterra
- Copa do Mundo FIFA Sub-17: 2017

### Prêmios individuais
- Chuteira de Ouro da Copa do Mundo FIFA Sub-17 de 2017
- Bola de Bronze da Copa do Mundo FIFA Sub-17 de 2017[10]